# Nikola Blažičko
Nikola Blažičko (Fiume, 1977. szeptember 13. –) világbajnoki ezüstérmes horvát válogatott kézilabdázó, kapus.

## Pályafutása

### Klubcsapatokban
Blažičko pályafutását szülővárosában, Zametben, Fiumében kezdte. Szülei szintén kézilabdáztak, így ő maga is ezt a sportágat választotta. Hamarosan kulcsszereplővé és első számú kapusává vált klubjának. 2000-ben Splitbe igazolt, ahol két szezont töltött el, mielőtt visszatért volna a Zamethoz. 2004-ben az RK Zagreb játékosa lett, akikkel kétszer nyert horvát bajnokságot és kupát, valamint 2005-ben bejutott a Kupagyőztesek Európa-kupája döntőjébe. 
A 2006-2007-es szezont a francia Paris Saint-Germain Handballnál töltötte, majd tíz éven át volt a német TuS Nettelstedt-Lübbecke kapusa, akikkel a 2016-2017-es szezonban megnyerték a másodosztályú bajnokságot. Blažičko a szezon második felében súlyos sérülése miatt nem állhatott csapata rendelkezésére, majd befejezte pályafutását. Ezt követően a csapat utánpótlásában vállalt munkát.

### A válogatottban
A horvát válogatottal 2005-ben ezüstérmes lett a tunéziai világbajnokságon és az Almeríában rendezett Mediterrán játékokon is. Hosszú idő elteltével 2011 márciusában Slavko Goluža hívta meg a válogatott keretébe az Európa-bajnoki selejtezőkre,  de sérülést szenvedett, ezért Venio Losert került a helyére.

## Sikerei, díjai
Zamet
- Horvát U19-es országos bajnokság győztese (1): 1996

Zagreb
- Horvát bajnok (2): 2004-05, 2005-06
- Horvát kupagyőztes (2): 2005, 2006
- Kupagyőztesek Európa-kupája-döntős: 2005

PSG
- Francia kupagyőztes (1): 2007

TuS Nettelstedt-Lübbecke
- Német másodosztályú bajnok (1): 2016-17

Egyéni elismerések
- Az U19-es horvát bajnokság legjobb kapusa - 1996
- RK Zamet hall of fame - 2015

Kitüntetései
- Order of the Croatian Trefoil - 2005[7]